# 3562 Ignatius
3562 Ignatius è un asteroide della fascia principale. Scoperto nel 1984, presenta un'orbita caratterizzata da un semiasse maggiore pari a 2,3379022 UA e da un'eccentricità di 0,1562710, inclinata di 5,72380° rispetto all'eclittica.